# 제9군단 (조선민주주의인민공화국)
제9군단은 조선인민군의 군단이다. 1995년 4월 쿠데타 모의가 발각됨에 따라 군단 장교가 40여명 처형되고, 제6군단에서 제9군단으로 개편되었다.

## 쿠데타 미수
1993년 군단 정치위원이 쿠데타를 하기 위해 보위부장과 정치부장 등의 간부를 포섭하기 시작하였다. 1994년 설날, 군단장은 그들의 제안을 거절하였고, 1월 2일 급사하였다. 군단장이 급사하자, 1994년 3월 군수총국장인 김영춘 대장이 군단장으로 부임하여 파견되었다. 쿠데타 모의원들은 군단장 몰래 쿠데타 자금을 모으기 위해 국경을 이용하여 무역사업을 통해 달러를 모았다. 1995년 4월 인민보위부의 달러 유통 수사에 따라 의해 쿠데타 모의가 발각되고, 김영춘이 쿠데타 회의를 구실로 함경남도 리원 비행장에 유인함에 따라 주도자들이 체포되었다. 군단 장교가 약 40명이 처형되었는데, 그중 몇명은 중앙당 행정부장인 장성택 대장의 손에 사살되었다. 그 후, 제6군단 예하 제24사단과 제5군단 예하 제34사단을 맞교환하고, 반역의 대명사가 된 제6군단을 편제상에서 지우기 위해 제9군단으로 개명하였다.
1996년 5월 23일, 미그-19를 타고 대한민국으로 귀순한 전 조선인민군 공군 소속의 리철수 대위는 귀순 직후 가진 기자회견에서 "북한군부 내에서 조직적 반란이 일어날 가능성이 있는가."란 질문에 "95년 4월에 나남의 제6군단 정치지도원이 남측과 내통하여 제6군단 자체를 해체해버리고 개편했다는 얘기를 들었다"고 제6군단에 대해 언급하였다.
1999년, 워싱턴 타임스의 빌 거츠 기자에 의해 공개된 미국 행정부의 기밀문서에서도 쿠데타 미수에 관한 내용이 언급되었다.

## 편성
- 제24사단
- 제42사단